# Equilibrio general dinámico estocástico
Los modelos de equilibrio general dinámico estocástico (abreviado  EGDE por sus siglas - DSGE o SDGE en inglés) son una subclase de  modelos económicos de equilibrio general aplicado. Los modelos EGDE originalmente intentan explicar fenómenos económicos agregados como el crecimiento económico (como en los trabajos pioneros de Robert M. Solow, Frank P. Ramsey o David Cass entre otros) o los ciclos económicos (ver en particular los trabajos de Edward C. Prescott y Finn Kydland), así como la evaluación de los efectos macroeconómicos de la política monetaria y la política fiscal. Una de las principales ventajas de los modelos EGDE es que evitan los problemas señalados por la Crítica de Lucas (Woodford, 2003, p. 12)

## Estructura de los modelos EGDE
Quizás la característica diferencial de los modelos EGDE es que son dinámicos, es decir, el valor de las variables económicas presentes están ligadas a su valor en el futuro. Por ejemplo, el capital agregado de la economía mañana depende del capital que la economía posea en el momento actual y la cantidad que los individuos decidan ahorrar. Además, los modelos EGDE son estocásticos o aleatorios porque en su formulación se incluye una fuente de incertidumbre que puede ser de índole diversa: variaciones en la productividad total de los factores o en la relación de intercambio entre las exportaciones e importaciones de un país o, quizás, errores en la toma de decisiones de política económica que no son anticipados. Esto es lo que les diferencia de los modelos de equilibrio general walrasiano o los modelos de equilibrio general computable.
Los modelos EGDE ofrecen una alternativa frente a los modelos econométricos de predicción macroeconómica, utilizados por los bancos centrales durante los años setenta (siguen siendo utilizados) para estimar las correlaciones dinámicas entre variables económicas de interés para la elaboración de la política monetaria. Frente a dichos modelos que, a veces, incluían miles de variables en sus ecuaciones, los modelos EGDE son simples dado que incluyen decenas o centenares de variables a lo sumo ya que son más difíciles de resolver.
Lo que los modelos EGDE sacrifican en ambición lo ganan en consistencia lógica pues dichos modelos definen de forma muy precisa qué es una economía, quiénes participan en la misma y cómo establecen las relaciones de intercambio entre sí. En general, todo modelo EGDE define tres grupos de variables:
- Preferencias. Los objetivos de los agentes deben definirse de forma precisa. Por ejemplo, los hogares maximizarían una función de utilidad sobre un conjunto de variables (diversos bienes de consumo, ocio...) Las empresas, si las hubiere, maximizarían sus beneficios.

- Tecnología. Las posibilidades productivas de la sociedad deben ser definidas de forma precisa también. En general, esto se consigue mediante una función de producción que determina cuánto se puede producir con cada combinación de factores de producción. Al definir la tecnología debe incluirse cualquier cosa que pudiera afectar las decisiones de los agentes, por ejemplo: costes de ajustar el capital o el empleo.

- Marco institucional. Los agentes interactúan en un entorno que debe ser definido de forma precisa. La naturaleza del marco institucional depende de cada modelo y puede ser tan sencilla como una restricción presupuestaria que los hogares afrontan a sofisticadas reglas de política fiscal o monetaria.

## Ventajas y desventajas de los modelos EGDE
Al definir las preferencias (lo que los agentes quieren), la tecnología (lo que los agentes pueden producir) y las instituciones (cómo interactúan los agentes entre sí) es posible, en teoría, aunque a veces en la práctica se afrontan dificultades técnicas considerables, resolver cualquier modelo EGDE para elaborar predicciones sobre las variables económicas que se hayan definido. Además pueden realizarse contrafactuales sobre cuál sería el efecto de un cambio de instituciones, lo que es teóricamente imposible en modelos de forma reducida como los modelos econométricos de predicción.
Dada la dificultad de elaborar modelos EGDE precisos, los bancos centrales recurren con frecuencia a los modelos econométricos para realizar predicciones a corto plazo. Sin embargo, es cada vez más frecuente que para analizar un cambio de política económica se utilicen modelos EGDE porque como definen de forma precisa las preferencias de los agentes económicos es posible plantearse si el cambio de política mejora o empeora la situación inicial de los agentes, es decir, si las políticas económicas son óptimas de Pareto o cualquier otro criterio de bienestar social que se utilice.

## Modelos EGDE y escuelas de pensamiento económico
En la actualidad hay dos escuelas de pensamiento económico enfrentadas que utilizan ésta metodología:
- Teoría del ciclo real. Se basa en el modelo neoclásico de crecimiento económico. Asumiendo que los precios son flexibles, estudia cómo los impactos aleatorios sobre la productividad total de los factores causan las fluctuaciones observadas en las variables económicas (ver el artículo sobre ciclo económico para más información).

- Teoría de la nueva economía keynesiana. Utilizando la misma clase de modelos EGDE que la teoría del ciclo real, asume en cambio que los precios se establecen en una estructura de mercado de competencia monopolística. Bajo dicho supuesto los precios no pueden ajustarse sin algún coste. Rotemberg y Woodford (1997) son los primeros economistas que introducen este marco analítico. También se pueden encontrar explicaciones en el libro de texto de Galí (2008) y las implicaciones para la política monetaria se resumen en Clarida et al. (1999).

## Críticas
El vicepresidente del Banco de Lituania, Raimondas Kuodis, cuestionó el propio título del análisis DSGE: Los modelos, afirmó, no son ni dinámicos (ya que no contienen la evolución de los stocks de activos financieross y pasivos), ni estocásticos (porque vivimos en el mundo de la incertidumbre keynesiana o incertidumbre fundamental y, dado que los resultados futuros o las posibles elecciones son desconocidos, entonces el análisis de riesgos o la teoría de la utilidad esperada no son muy útiles), generales (carecen de un marco contable completo, un marco consistente de fujo de existencias, que reduciría significativamente el número de grados de libertad en la economía), o incluso sobre el equilibrio (ya que los mercados se despejan sólo en algunos trimestres).
Willem Buiter, economista jefe de Citigroup, ha argumentado que los modelos DSGE se basan excesivamente en un supuesto de mercado completo, y son incapaces de describir la dinámica altamente no lineal de las fluctuaciones económicas, lo que hace que la formación en modelos macroeconómicos "de última generación" sea "una pérdida de tiempo y recursos privada y socialmente costosa". Narayana Kocherlakota, presidente del Banco de la Reserva Federal de Minneapolis, escribió que muchos modelos macroeconómicos modernos... no captan una realidad intermedia desordenada en la que los participantes en el mercado pueden negociar múltiples activos en una amplia gama de mercados algo segmentados. En consecuencia, los modelos no revelan mucho sobre los beneficios de la enorme cantidad de reasignaciones diarias o trimestrales de la riqueza dentro de los mercados financieros. Los modelos tampoco dicen nada sobre los costes y beneficios relevantes de las fluctuaciones resultantes en la estructura financiera (entre los préstamos bancarios, la deuda de las empresas y las acciones).
N. Gregory Mankiw ha argumentado que la investigación dentro de la
economía neoclásica y la economía neokeynesiana ha tenido poco impacto en los macroeconomistas prácticos encargados de [...] la política. [...] Desde el punto de vista de la ingeniería macroeconómica, el trabajo de las últimas décadas parece un desafortunado giro equivocado.
En las audiencias del congreso de los Estados Unidos de 2010 sobre los métodos de modelos macroeconómicos, celebradas el 20 de julio de 2010, y con el objetivo de investigar por qué los macroeconomistas no lograron prever la crisis financiera de 2007-2010, el profesor de Economía del MIT Robert Solow criticó los modelos DSGE actualmente en uso:

No creo que los modelos DSGE actualmente populares pasen la prueba del olfato. Dan por sentado que se puede pensar en toda la economía como si se tratara de una persona o dinastía única y consistente que lleva a cabo un plan a largo plazo diseñado racionalmente, ocasionalmente perturbado por choques inesperados, pero que se adapta a ellos de forma racional y consistente... Los protagonistas de esta idea pretenden ser respetables al afirmar que se basa en lo que sabemos sobre el comportamiento de la microeconomía, pero creo que esta afirmación es generalmente falsa. Los defensores sin duda creen en lo que dicen, pero parece que han dejado de olfatear o han perdido por completo el sentido del olfato.
R. Solow

Comentando la sesión del Congreso, The Economist se preguntaba si los modelos basados en agentes podrían predecir mejor las crisis financieras que los modelos DSGE.
El execonomista jefe y vicepresidente sénior del Banco Mundial Paul Romer ha criticado la "matematización" de los modelos DSGE y desestima la inclusión de "shocks imaginarios" en los modelos DSGE que ignoran "las acciones que realizan las personas". Romer presenta un modelo simplificado presentación de la modelización del ciclo económico real (CER), que, como él afirma, implica esencialmente dos expresiones matemáticas: La conocida fórmula de la teoría cuantitativa del dinero, y una identidad que define el residuo contable de crecimiento {\displaystyle A} como la diferencia entre el crecimiento del producto {\displaystyle Y} y el crecimiento de un índice {\displaystyle X} de insumos en la producción.
Δ%A = Δ%Y − Δ%X
Romer asignó al residuo A el calificativo de "flogisto" mientras criticaba la falta de consideración de la política monetaria en el análisis DSGE.
Joseph Stiglitz encuentra deficiencias "asombrosas" en el "mundo de fantasía" que crean los modelos y argumenta que "el fracaso [de la macroeconomía] fueron los microfundamentos equivocados, que no incorporaron aspectos clave del comportamiento económico". Sugirió que los modelos no han incorporado "ideas de la economía de la información y de la economía del comportamiento" y son "poco adecuados para predecir o responder a una crisis financiera" Universidad de Oxford lo expresó de esta manera: "Es como si la revolución de la economía de la información, por la que George Akerlof, Michael Spence y Joe Stiglitz compartieron el Premio Nobel en 2001, no hubiera ocurrido. La combinación de supuestos, junto con la trivialización del riesgo y la incertidumbre... hacen que el dinero, el crédito y los precios de los activos sean en gran medida irrelevantes... [Los modelos] suelen ignorar las verdades incómodas". El premio Nobel Paul Krugman preguntó: "¿Hubo alguna predicción interesante de los modelos DSGE que fuera validada por los acontecimientos? Si las hubo, no soy consciente de ello".
Los postkeynesianos rechazan las nociones de modelización macro tipificadas por la DSGE. Consideran tales intentos como "una quimera de autoridad", señalando la declaración de 2003 de Lucas, el pionero de la modelización DSGE moderna:  
La macroeconomía en [su] sentido original [de prevenir la recurrencia de desastres económicos] ha tenido éxito. Su problema central de prevención de la depresión ha sido resuelto, a todos los efectos prácticos, y de hecho ha sido resuelto durante muchas décadas.
Una presunción básica postkeynesiana, que comparten los partidarios de la Teoría Monetaria Moderna y que es central en el análisis de keynesiano, es que el futuro es incognoscible y por tanto, en el mejor de los casos, podemos hacer conjeturas sobre él que se basarían ampliamente en el hábito, la costumbre, el sentimiento visceral, etc. En la modelización DSGE, la ecuación central para el consumo supuestamente proporciona una forma en la que el consumidor vincula las decisiones de consumir ahora con las decisiones de consumir más tarde y así consigue la máxima utilidad en cada periodo. Nuestra utilidad marginal del consumo de hoy debe ser igual a nuestra utilidad marginal del consumo en el futuro, con un parámetro de ponderación que se refiere a la valoración que hacemos del futuro en relación con el presente. Y puesto que se supone que el consumidor siempre la ecuación del consumo, esto significa que todos nosotros lo hacemos individualmente, si este enfoque debe reflejar las nociones microfundamentales del consumo de la DSGE. Sin embargo, los postkeynesianos afirman que ningún consumidor es igual a otro en términos de choques aleatorios e incertidumbre de los ingresos (ya que algunos consumidores gastan cada centavo de cualquier ingreso extra que reciben mientras que otros, típicamente los de mayores ingresos, gastan comparativamente poco de cualquier ingreso extra); ningún consumidor es igual a otro en términos de acceso al crédito; no todos los consumidores se plantean realmente lo que harán al final de su vida de forma coherente, por lo que no existe el concepto de "renta vitalicia permanente", que es fundamental en los modelos DSGE; y, por tanto, intentar "agregar" todas estas diferencias en un único "agente representativo" es imposible. Estas suposiciones son similares a las que se hacen en la llamada equivalencia ricardiana, por la que se supone que los consumidores miran hacia el futuro e internalizan las restricciones presupuestarias del gobierno cuando toman decisiones de consumo, y por lo tanto toman decisiones sobre la base de evaluaciones prácticamente perfectas de la información disponible.
La imprevisibilidad extrínseca, afirman los postkeynesianos, tiene "consecuencias dramáticas" para los modelos estándar, macroeconómicos, de previsión, DSGE, utilizados por los gobiernos y otras instituciones de todo el mundo. La base matemática de todo modelo DSGE falla cuando las distribuciones cambian, ya que las teorías de equilibrio general se basan en gran medida en los supuestos ceteris paribus. Apuntan a la admisión explícita del Banco de Inglaterra de que ninguno de los modelos que utilizaron y evaluaron se comportó bien durante la crisis financiera, lo que, para el Banco, "subraya el papel que pueden tener las grandes rupturas estructurales en la contribución al fracaso de las previsiones, incluso si resultan ser temporales."
Christian Mueller señala que el hecho de que los modelos DSGE evolucionen (véase la siguiente sección) constituye una contradicción del enfoque de modelización por derecho propio y, en última instancia, hace que los modelos DSGE estén sujetos a la crítica de Lucas. Esta contradicción surge porque los agentes económicos de los modelos DSGE no tienen en cuenta el hecho de que los propios modelos en los que se basan para formar sus expectativas evolucionan debido a los avances en la investigación económica. Aunque la evolución de los modelos DSGE como tal es predecible, la dirección de esta evolución no lo es. En efecto, la noción de Lucas sobre la inestabilidad sistemática de los modelos económicos se traslada a los modelos DSGE demostrando que no están resolviendo uno de los problemas clave que se cree que están superando.